# Konstanția, Borșciv
Konstanția (în ucraineană Констанція) este un sat în comuna Ozereanî din raionul Borșciv, regiunea Ternopil, Ucraina.

## Demografie
Componența lingvistică a localității Konstanția
     Ucraineană (100%)
Conform recensământului din 2001, toată populația localității Konstanția era vorbitoare de ucraineană (100%).